# Десять (фильм, 2002)
«Десять» (перс. ده‎) — художественный фильм иранского режиссёра Аббаса Киаростами 2002 года.

## Сюжет
Фильм представляет собой 10 небольших новелл, придуманных и снятых самим режиссёром в салоне автомобиля. Они связаны между собой лишь главной героиней — владелицей машины. Разговоры женщины со своим сыном, сестрой и двумя женщинами-попутчицами о религии, воспитании, семейном укладе — сюжетная основа этой остросоциальной драмы.

## В ролях
| Актёр        | Роль                                |
| ------------ | ----------------------------------- |
| Маниа Акбари | водительница авто                   |
| Эмин Мехер   | Эмин, сын водительницы              |
| Камран Адль  | отец Эмина, бывший муж водительницы |
| Роя Акбари   | проститутка                         |

## Оценка
Фильм был принят критиками преимущественно положительно. Так, по данным агрегатора Rotten Tomatoes, «Десять» получил 87 % положительных отзывов на основе 52 рецензий с заключением Ten turns a conversational car ride into a gritty and compelling character study full of real emotion while providing an intriguing look into the lives of women in contemporary Iranian culture. По данным Metacritic, средняя оценка на основе 21 рецензии составляет 86/100.
Фильм был также номинирован на главный приз Каннского фестиваля 2002 — «Золотую пальмовую ветвь».
Высокая оценка подтверждается наличием фильма в различных топ-листах:
- 145-е место из 1001 — Лучшие фильмы 21-го века по версии сайта They Shoot Pictures (на 2020 год)[4].
- 926-е место из 1000 — Лучшие фильмы по версии сайта They Shoot Pictures (на 2020 год)[5].
- 98-е место — 100 величайших фильмов XXI века по BBC[6].
- 447-е место — 500 лучших фильмов по версии журнала Empire[7].